# Basketball Champions League
Die Basketball Champions League ist ein europäischer Basketballwettbewerb für Vereinsmannschaften der Herren. Ausgetragen wird er durch die FIBA Europa. Seine erste Austragung erfuhr der Wettbewerb zur Saison 2016/17. Er ist vor dem FIBA Europe Cup der bedeutendste europäische Basketballwettbewerb für Vereine, der durch die FIBA ausgetragen wird.
Der Wettbewerb steht in direkter Konkurrenz zur von der ULEB ausgetragenen EuroLeague.
Im Gegensatz zur Benennung im europäischen Fußball handelt es sich bei der Champions League nicht um das Aufeinandertreffen der jeweils besten nationalen Mannschaften. Sportlich wird die EuroLeague als besser bewertet, die aber im Gegensatz zur Champions League nicht als Turnier, sondern im Ligaformat ausgespielt wird.

## Anteilseigner
Die Anteile der Liga sind gleichberechtigt aufgeteilt zwischen der FIBA und einer Vereinigung zehn nationaler Liga- bzw. Nationalverbände. Die einzelnen Verbände halten zusammen 50 %, die anderen 50 % werden durch die FIBA selbst getragen. Im Einzelnen handelt es sich um die Verbände von Belgien, Tschechien, Frankreich, Deutschland, Griechenland, Israel, Italien, Litauen, Polen und der Türkei. Dieser Vereinigung trat der spanische Verband im Dezember 2018 bei.

## Modus
Siehe jeweils auszutragende Saison.

## Historie
Einst organisierte die FIBA einen Europapokalwettbewerb für Basketballvereine. Nachdem die FIBA diesen Wettbewerb zur Saison 1996/97 ein weiteres Mal reformiert hatte, benannte sie ihn in EuroLeague um. Dies hatte zur Folge, dass sich weitere nationale Ligaverbände der 1991 gegründeten ULEB anschlossen, die einst ins Leben gerufen worden war, um Interessen nationaler Verbände gegenüber der FIBA besser zu wahren und die Entwicklung des Basketballsports in Europa zu fördern.
Da die FIBA, nach Auffassung der ULEB, deren Interessen nicht beziehungsweise kaum berücksichtigte, verkündete jene ab der Saison 2000/01, einen konkurrierenden Wettbewerb installieren zu wollen, der seitdem ebenfalls unter dem Namen EuroLeague firmiert. Die FIBA reformierte ein weiteres Mal ihren Wettbewerb und benannte ihn in FIBA Suproleague um. Da sich allerdings abzeichnete, dass die finanzstärksten und größten Klubs Europas den Wettbewerb der ULEB präferierten, stellte die FIBA den Wettbewerb der Suproleague bereits nach nur einer Saison wieder ein. Mit der Einführung des Eurocups, einem weiteren durch die ULEB installierten Wettbewerb, stellte die FIBA auch die Wettbewerbe des Saporta- und des Korać-Cup ein und gründete einen neuen alternativen Wettbewerb, der als EuroChallenge firmierte.
Allerdings erfreute sich dieser geringer Beliebtheit und bildete den unbedeutendsten europäischen Basketballwettbewerb. Im Sommer 2015 rief die FIBA einen neuen Klubwettbewerb aus und stellte dafür die EuroChallenge ein. Mit dem FIBA Europe Cup ebnete die FIBA den Weg für die Champions League. Dieser sollte erneut den bedeutendsten aller Vereinswettbewerbe stellen. Die ULEB reagierte auf die neue Herausforderung mit der Reformierung ihrer eigenen Wettbewerbe. So verringerte sie in der EuroLeague die Anzahl der teilnehmenden Teams von 24 auf 16 Klubs, erhöhte dafür aber die Anzahl der auszutragenden Spiele. An der Champions League nehmen parallel dazu 40 Teams teil.

## Liste der Final Four
In der Saison 2019/20 wurde das Endturnier, aufgrund der Unterbrechung durch die COVID-19-Pandemie, ein Final Eight ausgetragen.
| Saison  | Austragungsort                                        | Sieger                   | Finalist             | Dritter                  | Vierter                |
| ------- | ----------------------------------------------------- | ------------------------ | -------------------- | ------------------------ | ---------------------- |
| 2016/17 | Pabellón Insular Santiago Martín, La Laguna           | Iberostar Tenerife       | Banvit Bandırma      | AS Monaco                | Umana Reyer Venedig    |
| 2017/18 | OAKA Olympic Indoor Hall, Athen                       | AEK Athen                | AS Monaco            | UCAM Murcia              | MHP Riesen Ludwigsburg |
| 2018/19 | Sportpaleis, Antwerpen                                | Segafredo Virtus Bologna | Iberostar Tenerife   | Telenet Giants Antwerpen | Brose Bamberg          |
| 2019/20 | OAKA Olympic Indoor Hall, Athen                       | San Pablo Burgos         | AEK Athen            | JDA Dijon                | Basket Saragossa 2002  |
| 2020/21 | KRK Nagorny, Nischni Nowgorod                         | San Pablo Burgos (2)     | Karşıyaka SK         | Basket Saragossa 2002    | SIG Strasbourg         |
| 2021/22 | Bilbao Arena, Bilbao                                  | Lenovo Tenerife (2)      | BAXI Manresa         | MHP Riesen Ludwigsburg   | Hapoel UNET Holon      |
| 2022/23 | Palacio de Deportes José María Martín Carpena, Málaga | Telekom Baskets Bonn     | Hapoel Jerusalem     | Lenovo Tenerife          | Unicaja Málaga         |
| 2023/24 | Štark-Arena, Belgrad                                  | Unicaja Málaga           | Lenovo Tenerife      | UCAM Murcia              | GS Peristeri           |
| 2024/25 | SUNEL Arena, Athen                                    | Unicaja Málaga           | Galatasaray Istanbul | AEK Athen                | Lenovo Tenerife        |
| 2025/26 |                                                       |                          |                      |                          |                        |